# Bùi Thị Cúc
Bùi Thị Cúc - họ tên thật là Trần Thị Lan (1930 - 1951), một nữ chiến sĩ cách mạng của Việt Nam trong thời kỳ kháng chiến chống Pháp .

## Vinh danh
Ngày 15 tháng 1 năm 1952 để ghi nhận những đóng góp và sự hy sinh anh dũng của người Cộng sản trẻ tuổi, Chủ tịch Hồ Chí Minh đã ký Sắc lệnh số 77/SL truy tặng đồng chí Bùi Thị Cúc Huân chương Độc lập hạng Ba và 6 chữ vàng: "Sống anh dũng, chết vẻ vang".
Năm 1953, Bác Hồ đã tổ chức cho thân mẫu chị Cúc được sang Liên Xô thăm và gặp gỡ người mẹ của Anh hùng liệt sĩ Dôi-a, một nữ anh hùng cũng đã dũng cảm  hy sinh trong chiến tranh giữ nước vĩ đại của nhân dân Liên Xô. Bè bạn Liên Xô trân trọng tấm gương hy sinh anh dũng của nữ du kích Việt Nam, đã ví chị Bùi Thị Cúc là Dôi-a của Việt Nam .
Tháng 8 năm 1995, Bùi Thị Cúc được Nhà nước truy tặng danh hiệu Anh hùng lực lượng vũ trang nhân dân.